# George Novack
George Novack, född 5 augusti 1905 i Boston, Massachusetts, död 30 juli 1992 i New York, var en amerikansk kommunistisk politiker, marxistisk författare, och en ledande medlem av Socialist Workers Party. 
Novack utbildade sig vid Harvard University och var på väg att göra karriär inom näringslivet, men den stora depressionen på 1930-talet radikaliserade honom och han anslöt sig till den amerikanska trotskistiska rörelsen. Novack blev snabbt en av ledarna för SWP och har skrivit flera böcker i marxistisk teori.